# Raión de Rivne
Raión de Rivne (en ucraniano: Рівненський район) es un raión o distrito de Ucrania en la óblast de Rivne. La capital es la ciudad de Rivne.
Comprende una superficie de 7218 km².
Su territorio fue definido en 2020 mediante la fusión de las hasta entonces ciudades de importancia regional de Rivne y Ostroh con el territorio que tenía entonces el propio raión de Rivne y con los hasta entonces vecinos raiones de Ostroh, Berezne, Zdolbúniv, Kórets, Kostópil y Hoshcha.

## Demografía
Según estimación 2021 contaba con una población total de 629531 habitantes.

## Subdivisiones
Tras la reforma territorial de 2020, el raión incluye 26 municipios: las ciudades de Rivne (la capital), Ostroh, Berezne, Zdolbúniv, Kórets y Kostópil, los asentamientos de tipo urbano de Sosnove, Hoshcha, Mízoch y Klevan y 16 municipios rurales:
- Malynsk
- Babyn
- Buhrýn
- Zdóvbytsia
- Velyki Mezhýrichi
- Holovýn
- Derazhne
- Malá Liubasha
- Bila Krynytsia
- Velyka Omeliana
- Horodok
- Diádkovychi
- Zoriá
- Kornyn
- Oleksandriya
- Shpániv

## Otros datos
El código KOATUU fue 5624600000. El código postal 35301 y el prefijo telefónico +380 3620.